# Cerdistus creticus
Cerdistus creticus är en tvåvingeart som beskrevs av Huttinger och Hradsky 1983. Cerdistus creticus ingår i släktet Cerdistus och familjen rovflugor. Inga underarter finns listade i Catalogue of Life.